# Onchidoris lactea
Onchidoris lactea is een slakkensoort uit de familie van de Onchidorididae. De wetenschappelijke naam van de soort werd voor het eerst geldig gepubliceerd in 1900 door A. E. Verrill.